# ویکتور تیویزول
ویکتور تیویزول (فرانسوی: Victoire Thivisol‎؛ زادهٔ ۶ ژوئیهٔ ۱۹۹۱) هنرپیشه اهل فرانسه است. وی از سال ۱۹۹۶ میلادی تاکنون مشغول فعالیت بوده‌است.
از فیلم‌هایی که در آنها نقش داشته می‌توان به شکلات و پونت اشاره کرد.